# 潘復
潘 復（はん ふく）は中華民国の政治家。北京政府最後の国務院総理である。字は馨航。

## 事績
清朝の挙人で、地方官を歴任した後、1911年（宣統3年）7月、山西巡撫陸鍾琦の幕僚となった。同年10月に辛亥革命が起き、陸鍾琦が殉職すると、潘復は帰郷し、靳雲鵬とともに、魯豊麺粉公司を経営した。
1912年（民国元年）、南京臨時政府財政部で勤務し、同年4月には江蘇都督府秘書に任じられた。1913年（民国2年）1月、山東省に戻り、同省実業司司長に就任した。1914年（民国3年）11月、山東運河疏濬局籌備主任となる。1915年（民国4年）秋、故郷に戻って魯豊紡織廠を経営した。1916年（民国5年）5月、北京政府に招聘され、全国水利局副総裁（翌年、署理総裁）に就任した。
1918年（民国7年）冬、運河疏濬局副総裁となる。翌年12月に、靳雲鵬内閣で財政部次長に就任した。1920年（民国9年）5月、運輸局総裁となる。7月には署理財政総長にもなっている。8月、第2次靳雲鵬内閣で財政部次長兼塩務署督弁となった。1921年（民国10年）6月にも財政総長を代理した。同年12月にいったん辞職し、天津に寓居している。
1926年（民国15年）、河道督弁として政界復帰する。10月には署理財政部総長、翌年1月には交通総長に就任した。同年6月、張作霖の下で国務院総理兼交通総長となる。3月には関税自主委員会主席もつとめた。6月、中国国民党の北伐に敗北して北京政府は崩壊し、潘復も張に従って奉天省に戻ろうとした。途中、張作霖爆殺事件が発生し、潘復も巻き込まれて負傷している。そのまま潘は張学良の下に赴き、易幟にも従った。一時は張の高等顧問もつとめたが、後に天津に再び寓居している。1936年（民国25年）9月12日、北平で病没。享年54（満52歳）。